# 茂山镇
茂山镇，是中华人民共和国云南省昆明市禄劝彝族苗族自治县下辖的一个镇。

## 行政区划
茂山镇下辖以下地区：
茂山村、甲甸村、永定村、永翠村、归脉村、东屏村、丽山村、斗乌村、至租村和娜拥村。